# Kamionki Małe
Kamionki Małe – wieś w Polsce, położona w województwie kujawsko-pomorskim, w powiecie toruńskim, w gminie Łysomice.
| SIMC    | Nazwa       | Rodzaj    |
| ------- | ----------- | --------- |
| 1031600 | Wybudowanie | część wsi |

W latach 1975–1998 miejscowość administracyjnie należała do województwa toruńskiego. Według Narodowego Spisu Powszechnego (III 2011 r.) liczyła 263 mieszkańców. Jest trzynastą co do wielkości miejscowością gminy Łysomice.
W pobliżu wsi znajduje się ośrodek wypoczynkowy "Kamionki Jezioro" nad Jeziorem Kamionkowskim oraz przystanek kolejowy Kamionki Jezioro, obsługujący ośrodek wypoczynkowy.